# Visbanken (Gouda)
Visbanken (Gouda), Rijksmonumenten in Gouda zijn twee overkapte galerijen, Visbank en Korenbeurs, uit 1588 aan de Gouwe, waar in vroeger dagen de vis werd schoongemaakt en verkocht.

## De Visbanken
De Goudse vismarkt aan de Gouwe (een gekanaliseerde rivier) bestaat uit twee overdekte galerijen uit 1588 met twee rijen van negen natuurstenen zuilen van de Dorische orde (XVIII), gedekt door schilddaken, aan weerszijden van het water. De daklijst is met triglyphen versierd. In 1600 kregen de banken een overkapping, in 1676 en 1706 werden ze verbouwd, uit deze laatste verbouwing stamt waarschijnlijk ook het tegen de noordelijke galerij staande commissarishuisje met gebosseerd metselwerk en een tentdak. De galerijen werden rond 1910 gerestaureerd en nogmaals, aan het begin van de jaren vijftig, gelijk met het opknappen van de walkanten. Op beide kademuren zijn ijzeren balustraden (XVIII) aangebracht.

## Geschiedenis
De visbanken aan weerszijden van de Gouwe met de straatnamen Hoge - en Lage Gouwe worden Visbank en Korenbeurs genoemd.. De galerij aan de Lage Gouwe de "Visbank" was bestemd voor de Goudse handelaren, de "Korenbeurs" of "Vreemden Vismarkt" aan de Hoge Gouwe, was voor de handelaren van buiten Gouda. Dat blijkt uit een lokale verordening van 1652, waarin werd bepaald dat ‘Alle die vreemde luden die met vis ter marct comen, sullen staen an die ander zide van der Goude’
Beide visbanken waren tot ca. 1850 met elkaar verbonden door een houten trappenbrug, de Vis- of Aalbrug. Het commissarishuisje of accijnshuisje was bestemd voor de keurmeesters, ook wel "visvinders" genoemd. Zij keurden de zoet- en zoutwatervis en inden de belasting die over de verkochte vis moest worden betaald. Een stadsomroeper liep door de straten om zo aan te kondigen wanneer er op welk uur 'vis op de afslag' zou zijn. Op handkarren en in ovale platte manden werden de vissen aangevoerd. Dat gebeurde regelmatig op vrijdag want vrijdag was voor de katholieken geen vlees- maar visdag. Tot ongeveer 1850-1879 zijn de Visbanken in gebruik gebleven. In 1902 werd voorgesteld om de Visbanken af te breken omdat ze geen bouwkundige waarde meer hadden en volkomen doelloos waren. Victor de Stuers, hoofd van de afdeling Kunsten en Wetenschappen van het departement van Binnenlandse Zaken en monumentenbeschermer van het eerste uur, zag echter kans dit te voorkomen.

## Trivia
- De Visbanken staan bekend om hun grote verscheidenheid aan muurplanten. Deze zijn te zien aan de kademuren langs het water. Te zien zijn: Gele helmbloem, Niervaren, Mannetjesvaren, Muurvaren en Wijfjesvaren.
- In de buurt zijn de straten Vissteeg en Achter de Vismarkt te vinden met een duidelijke naamsverwantschap aan de Visbanken.

## Galerie

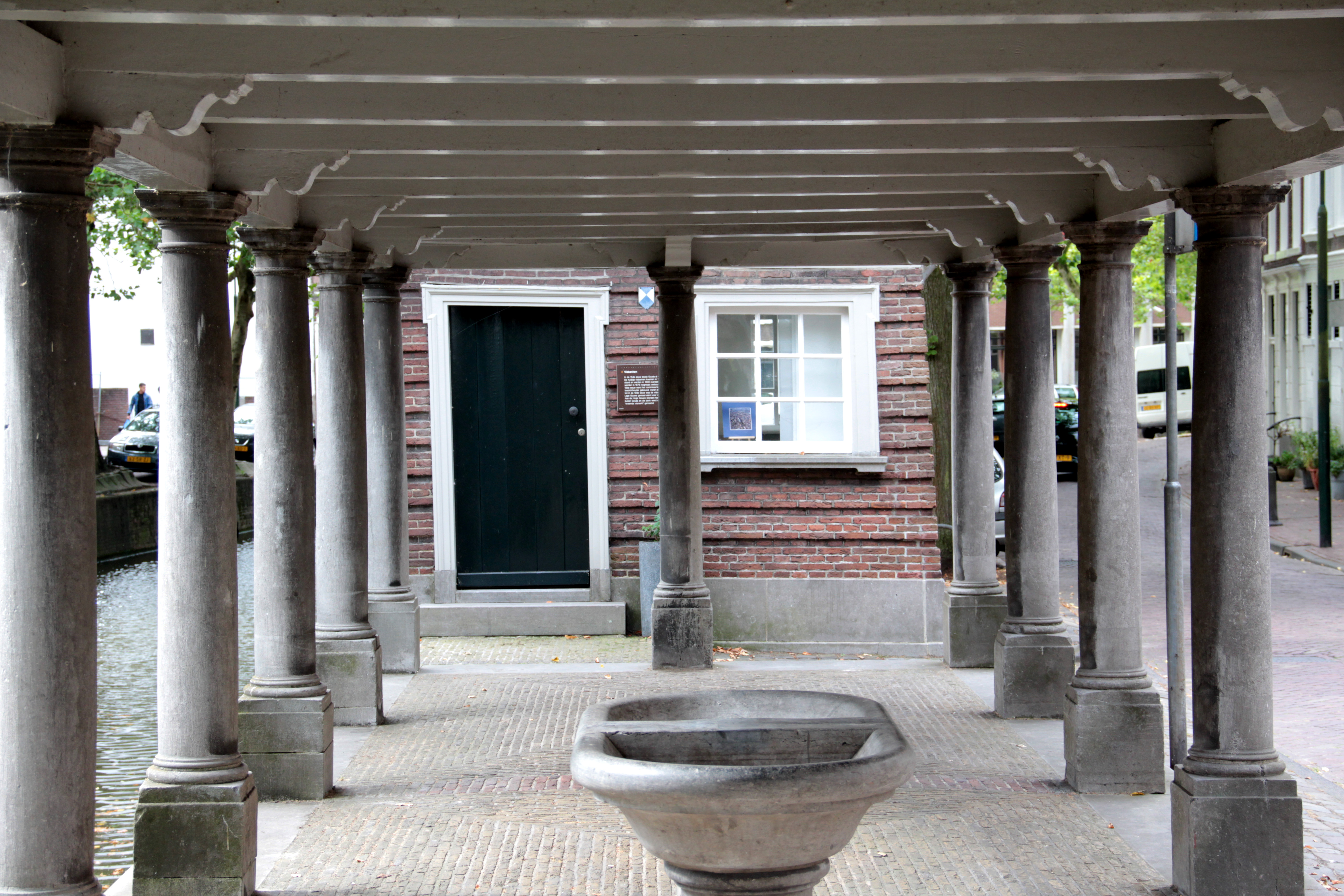
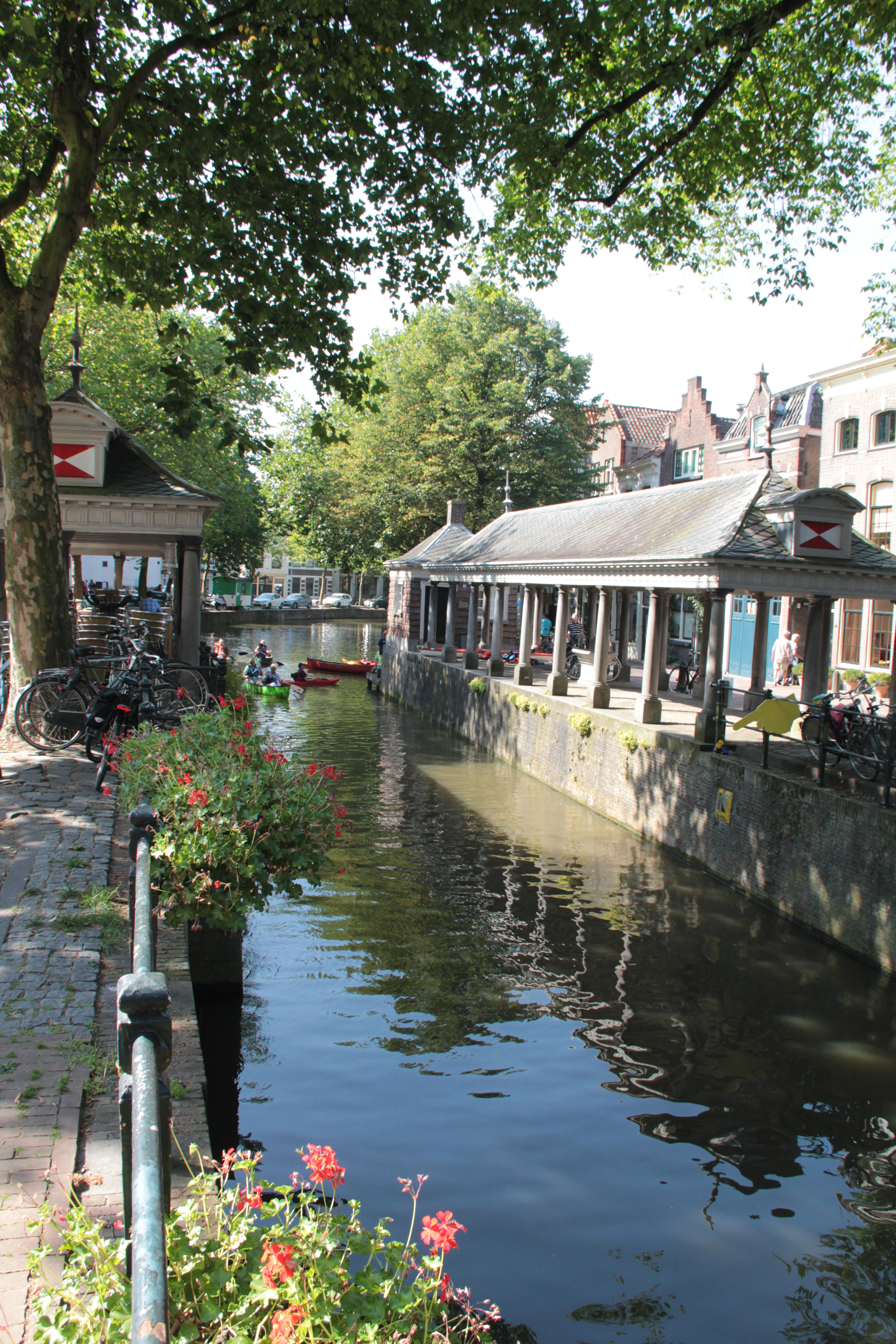
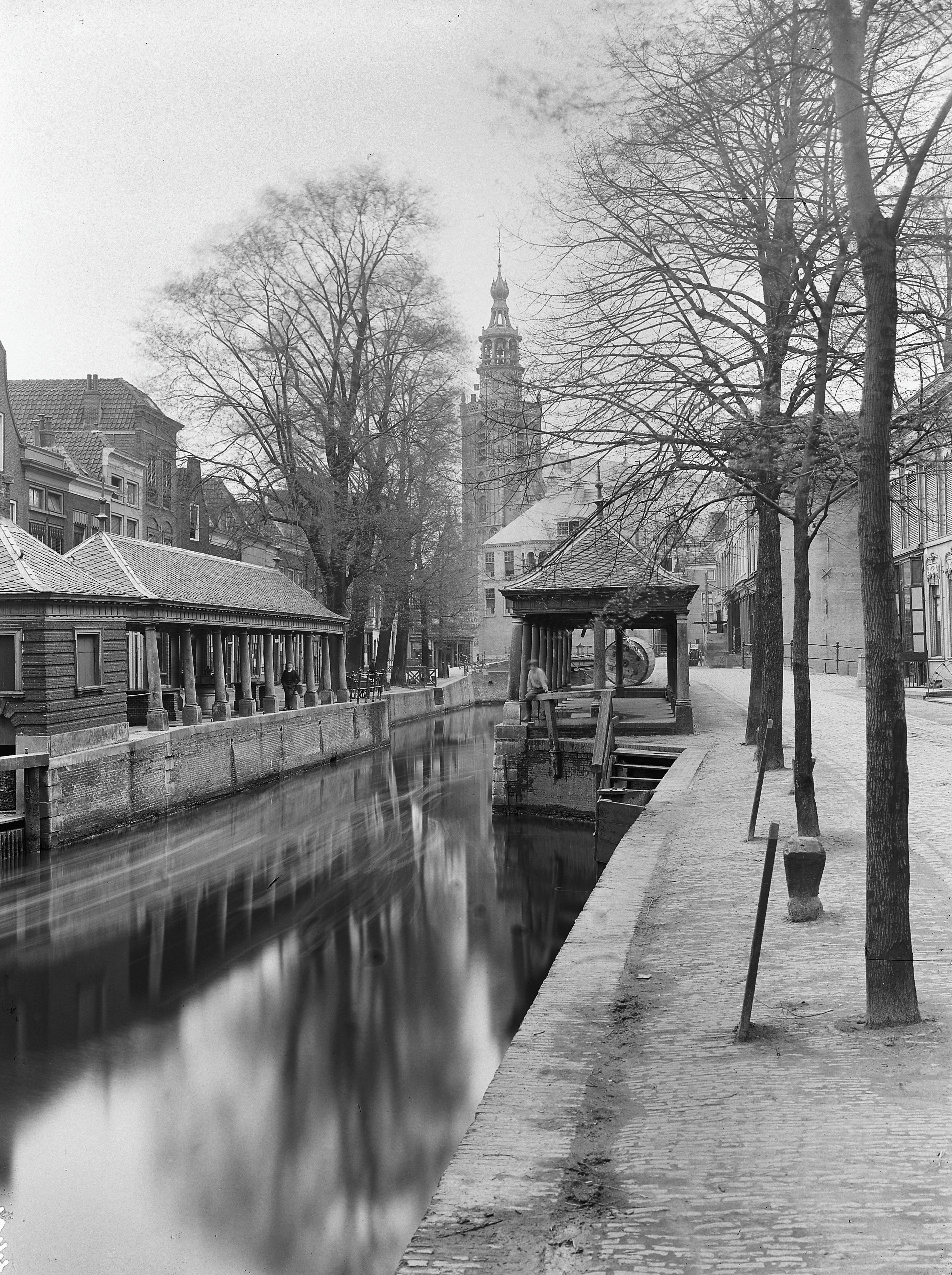
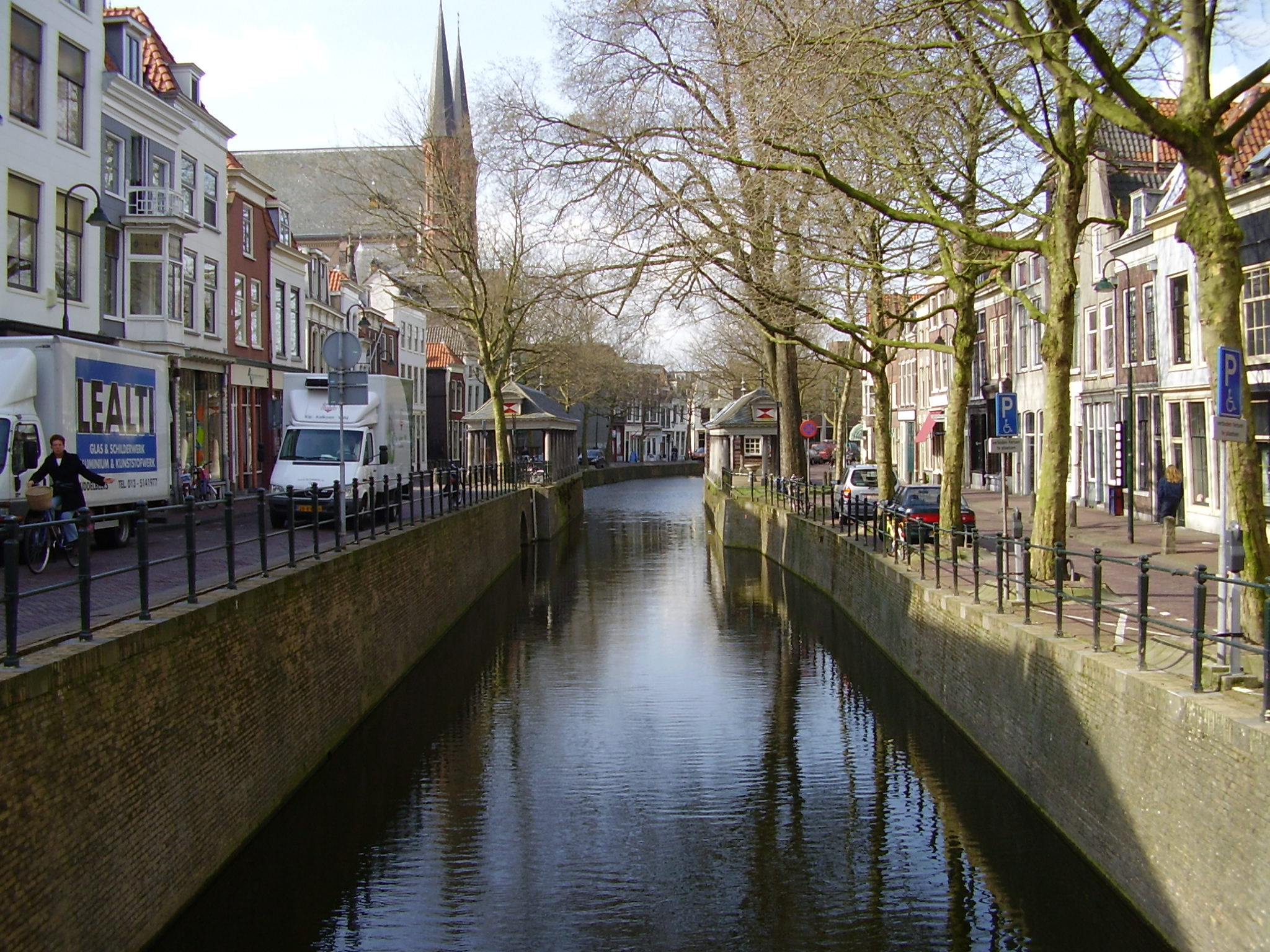